# Marin Goleminow
Marin Goleminow, bułg. Марин Големинов (ur. 28 września 1908 w Kiustendile, zm. 19 lutego 2000 w Espinho) – bułgarski kompozytor, dyrygent i pedagog. 

## Życiorys
Był synem prawnika. Studiował w akademii muzycznej w Sofii, a następnie w latach 1931–1934 przebywał w Paryżu, gdzie kształcił się w Schola Cantorum pod kierunkiem Vincenta d’Indy’ego i Guya de Lioncourta oraz w École normale de musique pod kierunkiem Paula Dukasa. Po powrocie do Bułgarii początkowo pracował jako nauczyciel. Od 1938 do 1939 roku kształcił się w Akademie der Tonkunst w Monachium u Josepha Haasa (kompozycja) oraz Alfreda Lorenza i Carla Ehrenberga (dyrygentura). W latach 1940–1943 był dyrygentem radiowej orkiestry kameralnej w Sofii. W 1943 roku został wykładowcą akademii muzycznej w Sofii, w latach 1955–1957 pełnił funkcję rektora tej uczelni. Od 1965 do 1967 roku był dyrektorem Opery Narodowej w Sofii. W swojej twórczości kompozytorskiej obficie czerpał z bułgarskiej muzyki ludowej.
W 1976 roku został uhonorowany nagrodą im. Herdera. Od 1991 roku był członkiem Bułgarskiej Akademii Nauk.

## Ważniejsze kompozycje
(na podstawie materiałów źródłowych)

### Utwory orkiestrowe
- 4 symfonie (I „Dziecięca” 1963, II 1967, III 1970, IV „Shopophonia” 1978)
- poemat symfoniczny Noc (1933)
- Wariacje symfoniczne na temat Dobri Christowa (1942)
- Preludium, aria i toccata na fortepian i orkiestrę (1947, zrewid. 1954)
- Koncert wiolonczelowy (1951)
- 5 szkiców na orkiestrę smyczkową (1952)
- Poema za partizanite (1959)
- Koncert na kwartet smyczkowy i orkiestrę smyczkową (1963)
- Koncert skrzypcowy (1969)
- Aquarelles na orkiestrę smyczkową (1973)
- Koncert fortepianowy (1975)
- Dyptyk na flet i orkiestrę (1982)
- Koncert obojowy (1983)
- Koncert na orkiestrę smyczkową (1993)

### Utwory kameralne
- 8 kwartetów smyczkowych (I 1934, II 1938, III 1944, IV 1967, V 1969, VI 1975, VII 1977, VIII 1983)
- 2 kwintety dęte (I 1936, II 1946)
- Trio na obój, klarnet i fagot (1964)
- Sonata na wiolonczelę solo (1969)
- Koncert na kwintet dęty blaszany (1978)

### Utwory wokalno-instrumentalne
- Sełska pesen na bas i orkiestrę (1943)
- kantata Otec Paisij (1966)
- Bałada za Apriłskoto wystanie na solistów, chór i orkiestrę (1976)
- Simfoniczni impresii po kartini na Majstora na głos i orkiestrę (1982)
- Symfonia-kantata na solistów, chór i orkiestrę (1993)

### Opery
- Iwajło (wyst. Sofia 1959)
- Zografyt Zacharij (1971, wyst. Sofia 1972)
- Trakijski idoli (1981)

### Operetka
- Złatnata ptica (wyst. Sofia 1961)

### Balety
- Nestinarka (1940, wyst. Sofia 1942)
- Dyszterjata na Kałojana (1974)